# Bayerische Operette
Bayerische Operette ist eine Bezeichnung für Operetten, die in Bayern uraufgeführt wurden, von bayerischen Komponisten stammen beziehungsweise bayerischen Lokalkolorit beinhalten.

## Geschichte
Neben den bereits um 1860 entstandenen Wiener Operetten und der Berliner Operette, die sich Ende des 19. Jahrhunderts entwickelte, wurden auch in Bayern Anfang des 20. Jahrhunderts Operetten und Singspiele einheimischer Komponisten und Librettisten geschaffen. Dieses Genre konnte jedoch, abgesehen von wenigen Ausnahmen, nicht annähernd an die Erfolge ihrer Wiener und Berliner Vorläufer anknüpfen. Daher hielten sich bayerische Operetten häufig nicht langfristig im Repertoire der Theater.
Anfang des 20. Jahrhunderts diente hauptsächlich das Münchner Gärtnerplatz-Theater als Aufführungsort, das jedoch häufiger Wiener und Berliner Operetten auf dem Spielplan hatte. Dort wurden etwa Theo Rupprechts Johanniszauber 1905 und Salvator 1912, oder Franz Werthers Das verbotene Lied 1916 uraufgeführt.
In Niederbayern waren die Werke des Passauer Komponisten Erhard Kutschenreuter erfolgreich (Der Hauptmann von Köpenick, uraufgeführt 1907 in Passau). Der Holledauer Fidel (1920 uraufgeführt) wird auch heute noch gerne gespielt. Im Jahr 1939 erschien Dorfmusikant von Anton Maly, eine Lustspiel-Operette auf Bairisch.
Eine Besonderheit stellt der aus Passau stammende Komponist Ludwig Schmidseder dar. Er schuf neben seinen erfolgreichen Berliner Operetten in den 1930er Jahren (Melodie der Nacht, Frauen im Metropol) außerdem zwei bayerische Werke, nämlich die Revue-Operette Eine Nacht für dich (uraufgeführt 1941 Deutsches Theater München), woraus der bekannte Walzer Mein München stammt, sowie 1942 Heimkehr nach Mittenwald. Letztere wurde bis in die 1950er Jahre an verschiedenen Bühnen aufgeführt und vom Münchner Rundfunkorchester unter Werner Schmidt-Boelcke aufgenommen. Nach dem Zweiten Weltkrieg komponierte Schmidseder vorwiegend Wiener Operetten (Walzerkönigin und Abschiedswalzer).
In den 1950er Jahren entstanden in Bayern noch einige wenige Werke, z. B. vom Komponisten Franz Xaver Lehner, wenngleich diese dem Zeitgeist entsprechend oft nicht mehr als Operetten bezeichnet wurden. Wie auch andernorts verdrängten Film und Musical die Operette allmählich. Nach 2000 entstanden vereinzelt wieder neue Werke, und zwar von Franz Hummel und Christian Auer (Der Kaiser im Rottal, uraufgeführt 2007).

## Liste von Komponisten (chronologisch)
- Franz Werther, eigentlich Franz Wickenhauser (1872–1940)
- Erhard Kutschenreuter (1873–1946)
- Theo Rupprecht (1873–1934)
- Richard Trunk (1879–1968)
- Karl Grandauer (1883–1946)
- Ludwig Schmidseder (1904–1971)
- Franz Xaver Lehner (1904–1986)
- Franz Hummel (1939–2022)
- Christian Auer (* 1958)